# Varga Szabolcs (labdarúgó)
Varga Szabolcs (Székesfehérvár, 1995. március 17. –) magyar labdarúgó, jelenleg a Vác középpályása.

## Pályafutása

### Fiatal évei
2003-ban került a Videoton akadémiájára, ahol egészen 2007-ig szerepelt. 2007-ben igazolt Vasas akadémiájára. 2012-ben több alkalommal járt próbajátékon külföldi egyesületeknél. Elsőként a holland SC Heerenveen, majd az Ajax együttesénél szerepelt. Az Ajax próbajáték első napján megsérült, így nem jött létre átigazolás. Novemberben az olasz AS Roma csapatánál szerepelt próbajátékon. A Kubala Akadémia már mindenben megegyezett a fiatal játékos átigazolásának ügyében a Romával, amikor Varga váratlanul az NB I-ben szereplő MTK-hoz szerződött.

### MTK
2013 januárjában igazolt a fővárosi csapathoz, ahová 2015-ig szóló szerződést írt alá. Június 6-án debütált az MTK csapatában a Debreceni VSC ellen a 71. percben váltotta Csiki Norbertet. A következő szezonban az 1. fordulóban csereként pályára lépett a 85. percben és 3 perccel később csapata harmadik gólját szerezte meg egy jobb oldalon vezetett támadás végén, Pölöskei Zsolt centerezett, ezt követően pedig a berobbanó Varga a kapuba lőtte a labdát. A következő mérkőzéseken nem nevezték a keretbe, de amikor nevezve volt is csak csereként lépett pályára. A Puskás Akadémia FC ellen 1-0-s hátrányban a 69. percben lépett pályára és a 93. percben egyenlített ki, ezzel 1-1-re hozva a mérkőzést. Egy előrevágott labdára rosszul jött ki Ľuboš Hajdúch, Szabolcs pedig kihasználta a lehetőséget, és átemelte fejjel a labdát a kapus fölött. Az MTK színeiben 9 mérkőzésen szerepelt és 2 gólt szerzett, ami jó ajánlólevél volt a holland SC Heerenveen csapatához. A 2015-16-os szezont kölcsönben nevelőklubjánál töltötte.

### SC Heerenveen
2014. január 3-án hivatalosan bejelentették, hogy a holland SC Heerenveen játékosa lett 4 és fél évre. Párnappal később a Bayer Leverkusen elleni edzőmérkőzésen debütált. A Heerenveen második csapatában a FC Volendam ellen előbb adott egy gólpasszt, majd a mérkőzés legszebb találatát szerezte meg egy jól eltalált lövéssel. A AZ tartalékcsapata ellen két gólt szerzett és 5–3-ra megnyerték a tartalékbajnoki mérkőzést.
2015 nyarán a holland csapat egy évre kölcsönadta az MTK-nak, így a 2015-16-os bajnokságban ismét Magyarországon játszik.

### Újra MTK
A 2016-17-es szezont megelőzően az MTk végleg megvette a játékjogát a Heerenveentől. A 2017-18-as szezon őszi részét a Soproni VSE, míg a tavaszi felét a Vácban töltötte, egyaránt kölcsönben.

## Statisztikája
2014. február 1. szerint.
| Klub       | Szezon   | Bajnokság | Bajnokság | Kupa  | Kupa | Nemzetközi | Nemzetközi | Összesen | Összesen |
| Klub       | Szezon   | Mérk.     | Gól       | Mérk. | Gól  | Mérk.      | Gól        | Mérk.    | Gól      |
| ---------- | -------- | --------- | --------- | ----- | ---- | ---------- | ---------- | -------- | -------- |
| MTK        | 2012-13  | 1         | 0         | 0     | 0    | -          | -          | 1        | 0        |
| MTK        | 2013-14  | 8         | 2         | 0     | 0    | -          | -          | 8        | 2        |
| Heerenveen | 2013-14  | 0         | 0         | 0     | 0    | -          | -          | 0        | 0        |
| MTK        | 2015-16  | 14        | 0         | 0     | 0    | -          | -          | 14       | 0        |
| Összesen   | Összesen | 23        | 2         | 0     | 0    | 0          | 0          | 23       | 2        |